# Нета Барзилай
Нета Барзилай (на английски: Netta Barzilai; на иврит: נטע ברזילי) е израелска певица. На 13 февруари 2018 г. e обявено, че тя ще представя Израел на Евровизия 2018 с песента си „Toy“. На 12 май 2018 г. Нета печели първото място в конкурса „Евровизия“ с 529 точки.

## Биография
Барзилай е родена на 22 януари 1993 г. в Ход ХаШарон. Още докато е малка тя и нейното грузинско семейство се местят да живеят в Нигерия за 4 години, след което отново се връщат в Израел.
На 8 юни 2019 Барзилай посещава България по повод София Прайд 2019.